# Convoi no 11 du 26 septembre 1942
Le convoi du 26 septembre 1942 fut le onzième et le plus grand convoi de déportation à quitter le territoire belge en direction d'Auschwitz-Birkenau,.
Le convoi XI comportait 1742 déportés (793 hommes et 949 femmes), dont 467 enfants de moins de seize ans, fut le plus grand qui partit de Belgique.
30 personnes de ce convoi échappèrent à la mort.
Berek Goldberg et Gevetka Frenkiel, les parents de Sarah Goldberg, seront déportés par ce convoi et tués dans les chambres à gaz d’Auschwitz deux jours plus tard. Les parents de Maxime Steinberg figurent également parmi la liste des déportés. « Si mon père a eu la chance miraculeuse de survivre à Auschwitz, ma mère a été tuée dès son arrivée ».
Jozef Blitz d'Anvers, né en 1925, se trouvait lui aussi sur le transport. Sa mère et ses deux sœurs furent gazées à leur arrivée à Auschwitz. Il fut tatoué du no 66200 et survécut pendant 28 mois au camp principal, pour s'évader vers le 20 janvier 1945.